# 세키구치 구니미쓰
세키구치 구니미쓰(일본어: 関口 訓充, 1985년 12월 26일 ~ )는 일본의 축구 선수이다.

## 구단 경력
그는 2004년부터 2021년까지 J리그의 베갈타 센다이, 우라와 레즈, 세레소 오사카, 베갈타 센다이에서 활동하였다.

## 국가대표팀 경력
그는 2010년 10월 8일 아르헨티나과의 경기에서 일본 국가대표팀에 데뷔했다. 그는 2011년까지 국제 A매치 통산 3경기에 출전했다.

## 통계
| 일본 | 일본 | 일본 |
| 연도 | 출전 | 득점 |
| ---- | ---- | ---- |
| 2010 | 1    | 0    |
| 2011 | 2    | 0    |
| 통산 | 3    | 0    |